# Sepideh Qolian
Sepideh Qolian (persan : سپیده قلیان), née le 23 septembre 1994 à Dezfoul (Iran), est une militante pour les droits humains et journaliste iranienne.

## Biographie
Le 18 novembre 2018, elle couvre une manifestation de travailleurs de la Sugarcane Agro Industrial Company (persan : شرکت نیشکر هفت‌تپه) à Haft Tappeh dans la province du Khouzistan lorsqu'elle est arrêtée par les forces de sécurité iraniennes avec 18 autres militants,. Le 6 décembre, 14 d'entre eux sont libérés mais Qolian reste en prison. Là, elle est torturée et gardée en isolement pour obtenir des aveux. Elle reste en prison pendant 30 jours sans qu'aucune charge ne soit portée contre elle avant d'être finalement libérée en janvier. Elle est de nouveau arrêtée le 30 janvier 2019. Dans une interview téléphonique, son père raconte : « A 7 h du matin, 12 hommes et 2 femmes officiers sont entrés de force dans ma maison, ont brisé les dents de mon fils, nous ont attaqués avec ma femme et nous ont dit qu'ils allaient tuer notre fille ». En octobre, elle entame une grève de la faim pour protester contre les pressions exercées contre sa famille et ses proches.
Quelques mois plus tard, enfermée à la prison de Ghartchak, elle est témoin de la diffusion d'aveux à la télévision durant lesquels elle reconnaît sa propre interrogatrice qu'elle déclare être la présentatrice Ameneh Sadat Zabihpour. Elle raconte à Amnesty International que pendant ses interrogatoires journaliers, qui commençaient chaque jour à 10 h et duraient jusqu'au petit matin du jour suivant, elle est battue, jetée contre les murs et poussée au sol.
Le 21 juin 2020, elle est condamnée à cinq ans de prison pour « rassemblement et collusion contre la sécurité nationale » après avoir refusé de demander le pardon au guide suprême, Ali Khamenei, mais elle est acquittée des charges de « perturbation de l'ordre public » en août. En juillet 2021, elle fait parvenir l'information qu'elle a été physiquement attaquée par huit prisonniers dans la prison de Bouchehr. En août, elle reçoit une autorisation de sortie de prison pour être traitée contre son infection au Covid-19. En janvier 2023, Qolian fait parvenir une lettre depuis la prison d'Evin où elle est emprisonnée dans laquelle elle raconte les traitements brutaux subis par les détenus, dont de nombreuses personnes arrêtées après les manifestations consécutives à la mort de Mahsa Amini. Elle est finalement libérée le 15 mars 2023 de la prison d'Evin.
Le 6 mai 2023, Sepideh Qolian est de nouveau condamnée à deux ans de prison pour avoir « insulté le chef suprême » de l'Iran, une sentence confirmée en appel en juillet. Des vidéos d'elle chantant des chants anti-Khameini juste après sa précédente libération deviennent virales sur les réseaux sociaux. Son audience du 19 juillet est repoussée après qu'elle a refusé de porter un hidjab, audience où elle devait se représenter elle-même. Le 2 septembre, elle reçoit une peine de 15 mois de détention supplémentaire pour avoir « troublé l'opinion publique », après que Zabihpour, qu'elle a accusé d'être une de ses interrogatrices lors de son emprisonnement en 2019, a décidé de la poursuivre en justice.
Elle est nommée parmi les 100 Women de la BBC en 2022.